# Bataille du gué de Jacob (1157)
Ne doit pas être confondu avec Bataille du gué de Jacob (1179).

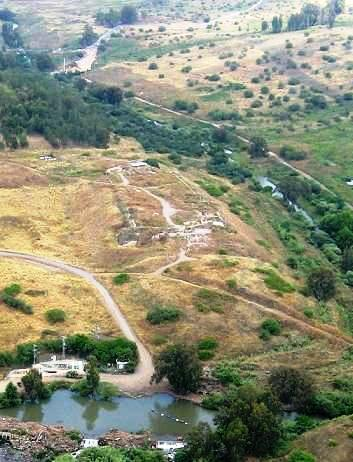
La forteresse construite au gué de Jacob en 1179 et le site de la bataille de 1157.

La bataille du gué de Jacob ou bataille du lac Méron a lieu le 19 juin 1157, à l'actuel pont des Filles de Jacob. Elle voit la défaite de 80 Templiers dont le grand-maître Bertrand de Blanquefort, fait prisonnier par Nur ad-Dîn.

## Historique
Baudouin III de Jérusalem, qui vient de lever le siège de Panéas, rentre à Jérusalem. Arrivé sur les bords du Jourdain au lieu-dit le gué de Jacob, il tombe sur une embuscade tendue par l'émir de Damas Nur ad-Din. Le roi de Jérusalem parvient à s'échapper de justesse et à se réfugier seul dans la forteresse de Safed, mais son escorte de Templiers ainsi que la plupart des grands seigneurs présents sont faits prisonniers, parmi lesquels Hugues d'Ibelin, Eudes de Saint-Armand, Jean Guthman, Rohart de Jaffa et son frère Balian, et Bertrand de Blanquefort. Ce dernier est libéré avec plus de 10 000 captifs en juin 1159, par une coalition marchant sur Alep, dirigée par Manuel Ier Comnène l'empereur byzantin, Baudouin III de Jérusalem et Renaud de Châtillon, prince d'Antioche.